# Rinaldo e Armida

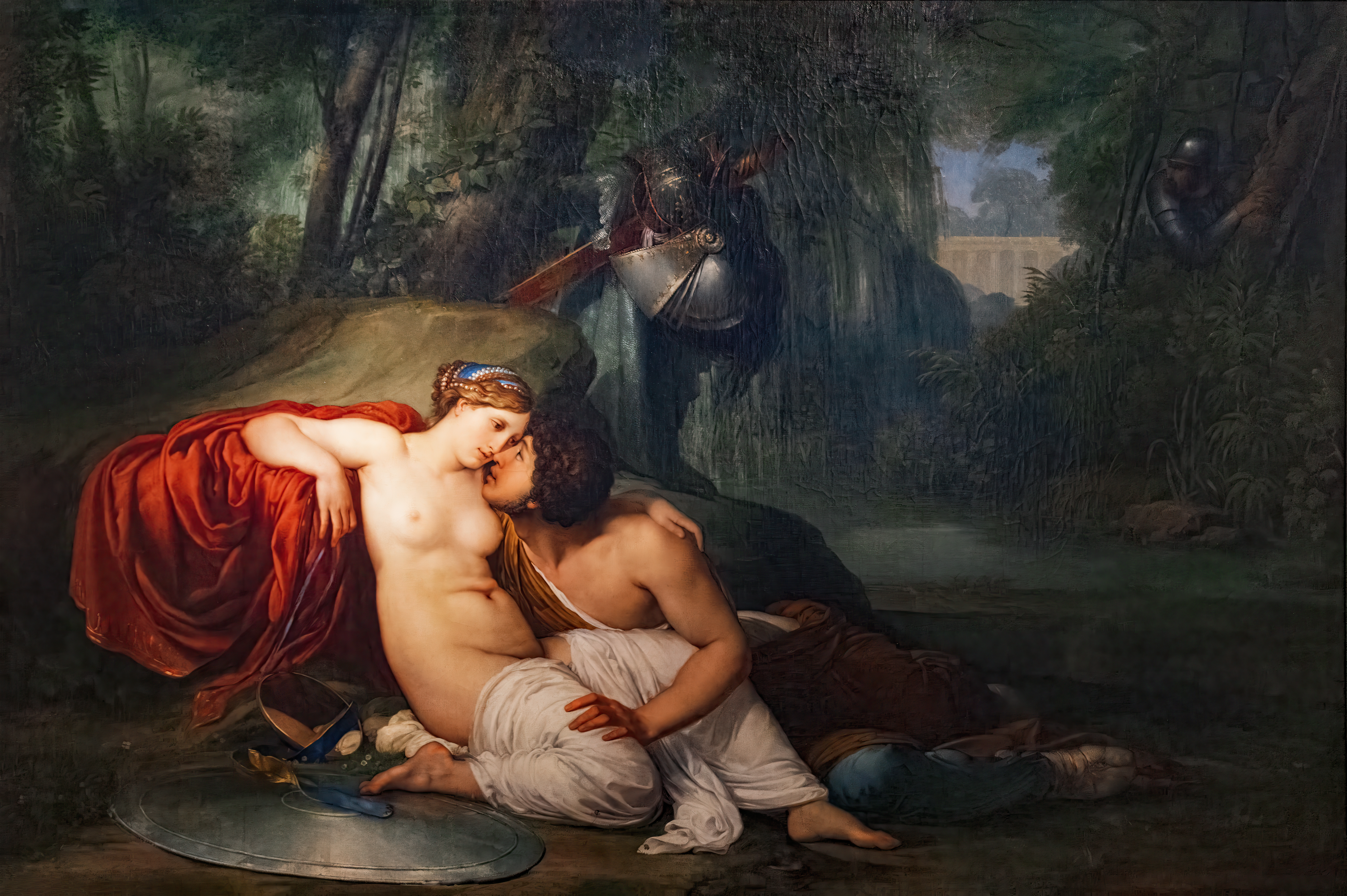
Rinaldo e Armida, Francesco Hayez nel 1813

L'episodio di Rinaldo e Armida è un soggetto che ha ispirato numerose opere musicali e artistiche. Prende spunto dal capolavoro di Torquato Tasso, il poema Gerusalemme liberata pubblicato nel 1581. In esso l'eroe cristiano Rinaldo è attratto da Armida ma viene poi richiamato dal dovere della crociata.

## Rinaldo e Armida nella pittura

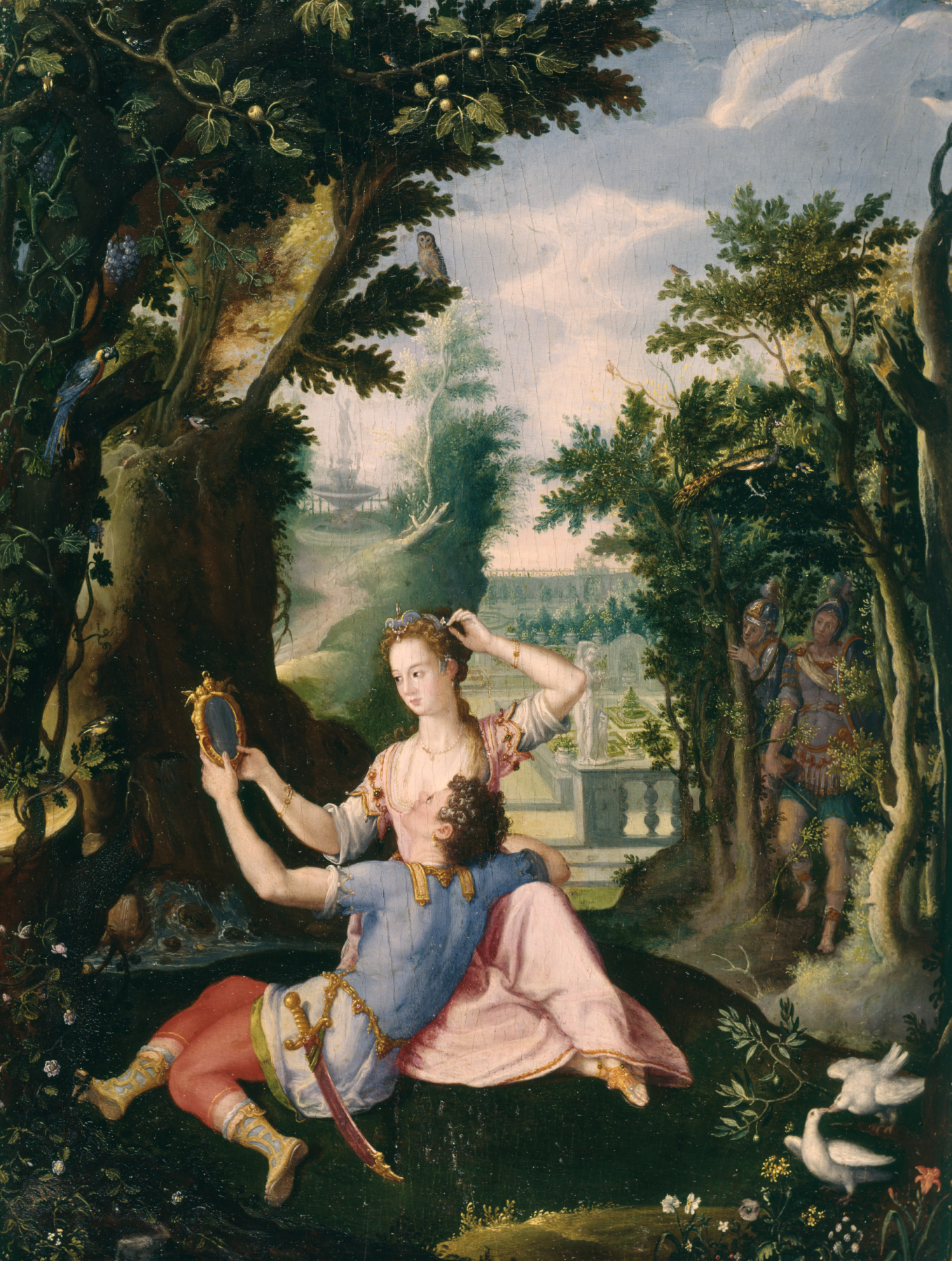
Rinaldo e Armida, Jan Soens ca. nel 1600, Walters Art Museum

L'episodio tassiano è stato rappresentato da moltissimi pittori fra i quali si ricordano: 
- Francesco Hayez nel 1813
- Giambattista Tiepolo nel 1752
- Sebastiano Conca nel 1725
- Annibale Carracci ca. nel 1601
- Giovanni Lanfranco nel 1614
- Nicolas Poussin nel 1629
- Antonio Bellucci ca. nel 1700
- Jan Soens ca. nel 1600
- Cesare Dandini nel 1635
- Antoon van Dyck ca. nel 1630
- Antonio Maria Vassallo nel 1635
- Gerard Hoet ca. nel 1700
- Giovanni Battista Tiepolo nel 1737
- Battistino del Gessi ca. nel 1630
- Domenichino nel 1620
- Luca Giordano nel 1690
- Paolo Finoglio intorno al 1640

## Rinaldo e Armida nella musica
Il racconto di Armida e Rinaldo è stato usato per varie opere liriche e composizioni musicali tra cui:
- Armide  (1686) di Jean-Baptiste Lully
- Rinaldo (1711) di Georg Friedrich Händel
- Armida al campo d'Egitto (1718) di Antonio Vivaldi
- Armida abbandonata (1770) di Niccolò Jommelli
- Armida (1770) di Pasquale Anfossi
- Armida (1771) di Antonio Salieri
- Armida (1772) di Antonio Sacchini
- Armide (1777) di Christoph Willibald
- Armida (1779) di Josef Mysliveček
- Renaud (1783), di Antonio Sacchini
- Armida (1784) di Joseph Haydn
- Armida (1817) di Gioachino Rossini
- Rinaldo (1863-68) di Johannes Brahms
- Armida (1904) di Antonín Dvořák
- Armida (2005) di Judith Weir